# Jagusia
Jagusia, „Mobile Jagusia” – fontanna należąca do całego zespołu rzeźb plenerowych, położonych we Wrocławiu przed zakładami Hutmen S.A. przy ulicy Grabiszyńskiej 241. Na kompozycję budowli składa się basen, w obrębie którego umieszczono figurę wykonaną z miedzi. Figura składa się z trzech obracających się względem siebie części. Kształt figury nawiązuje do kobiecego ciała. Wyraża się pogląd, że połączenie elementów światła i wody z ruchomą rzeźbą użyte przez twórcę w tym dziele cechuje się znaczną efektownością. Autorem rzeźby jest Tadeusz Teller. Odsłonięcie dzieła nastąpiło w 1974 roku.
Pośród opinii dotyczących tego dzieła można znaleźć skojarzenia do drugiego dnia Wielkiej Nocy na polskiej wsi (Poniedziałek Wielkanocny). Takie spojrzenie na obiekt wynika z jego formy – syntetycznie rysowana dziewczyna, której postać wykonano z materiału  kamiennego, a tak ukształtowany posąg osadzono trwale na wirującej osi i otoczono fontanną, obficie jest polewana wodą w jej tańcu. Przywodzi to odczucia sympatii i bezinteresownej radości, a wirowanie deszczu ma w sobie dobrą, zabawną, dionizyjską witalność. W pewnym stopniu ocenia się taki układ choreograficzny jako dobry i żartobliwy fakt rzeźbiarski. Niemniej w innych aspektach ruch i mechanikę rzeźby można także utożsamiać z tymczasowością ale połączoną z wiecznością postaci, która będzie istniała nawet po zatrzymaniu i przejściu w stan bezruchu.
Rzeźba wpisana jest na listę wrocławskich dóbr kultury współczesnej.